# 박경상 (농구 선수)
박경상(朴京相, 1990년 5월 20일 ~ )은 대한민국의 농구 선수로 포지션은 콤보 가드이다. 2012~2013 KBL 드래프트에서 전체 4순위로 전주 KCC 이지스에 지명되었다.

## 학력
- 회원초등학교
- 마산동중학교
- 마산고등학교
- 연세대학교

## 경력
- 2012년 ~ 2017년 11월 : 전주 KCC 이지스 (2012년 10월 드래프트 1라운드 4순위)
- 2015년 ~ 2017년 : 신협 상무 농구단
- 2017년 11월 ~ 2020년 5월 : 울산 현대모비스 피버스
- 2020년 5월 ~ 2022년 6월 : 창원 LG 세이커스
- 2022년 6월 ~ : 전주 KCC 이지스

## 전주 KCC 이지스 복귀
2022년 6월 3일,뉴스 기사를 통해 무상 트레이드로 전주 KCC로 이적하였다.유현준의 상무 입대로 인해 약해진 가드진을 보강한다는 계획이라고 한다.

## 가족 관계
- 배우자 황연주
- 처남 황승빈